# Minneiska (Minnesota)
Minneiska – miasto w Stanach Zjednoczonych, w stanie Minnesota, w hrabstwie Wabasha.